# Der Mensch lebt und bestehet

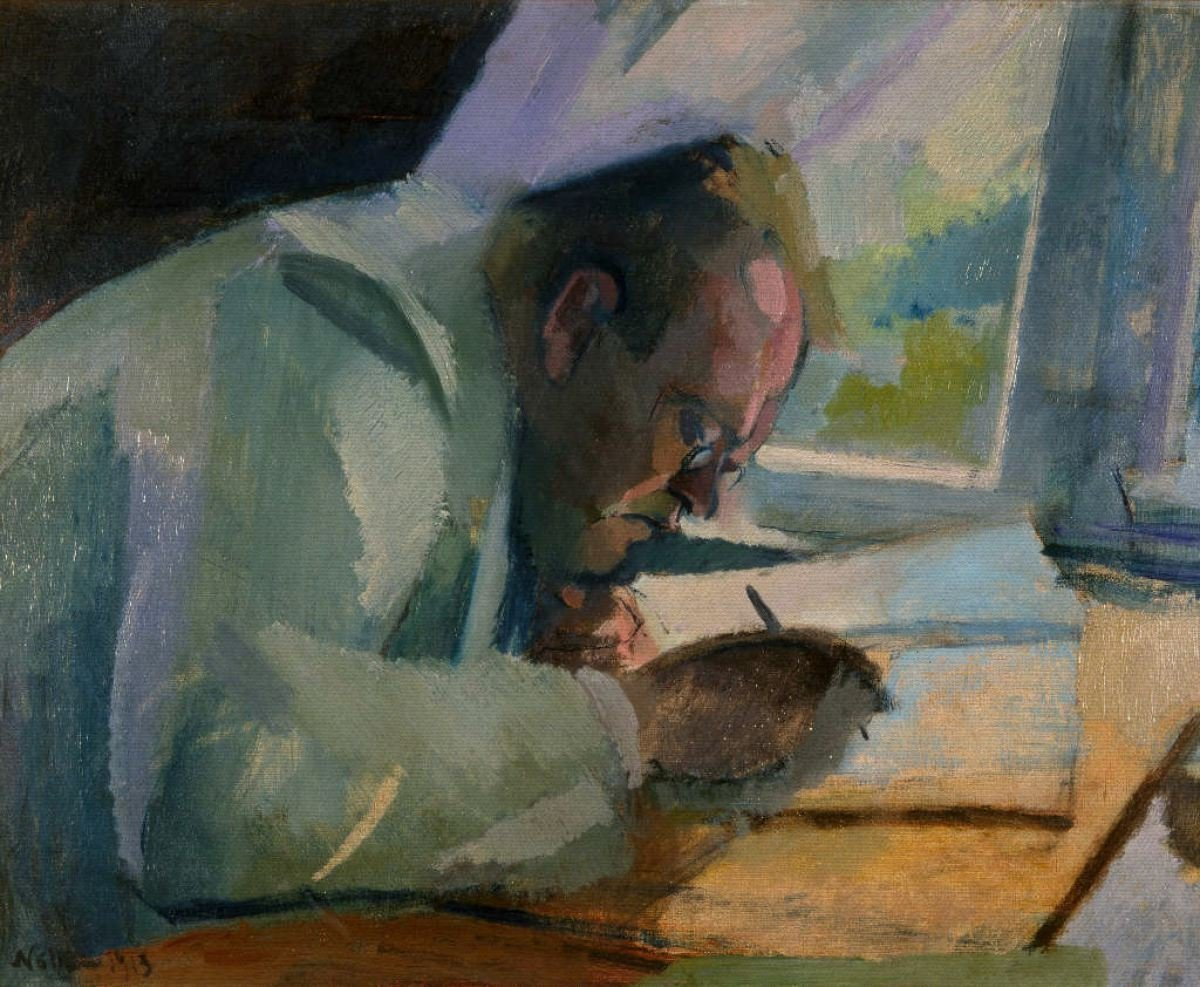
Le compositeur au travail, peinture de Franz Nölken, 1913

Der Mensch lebt und bestehet, op. 138, no 1, est un motet sacré pour chœur mixte non accompagné de Max Reger. Le texte allemand est un poème de Matthias Claudius, qui commence ainsi : Der Mensch lebt und bestehet nur eine kleine Zeit (« L'homme ne vit et ne dure qu'un bref instant »). La pièce, en la mineur, est écrite pour huit voix et deux chœurs SATB. Composée à Meiningen en 1914, elle est publiée en 1916 après la mort de Reger comme première des Acht geistliche Gesänge (« Huit chants sacrés »).

## Histoire
Reger compose les motets de l'opus 138 à Meiningen en 1914 au début de la Première Guerre mondiale, alors qu'il travaille en même temps sur les projets de Requiem en latin et en allemand. Inspiré par les motets de Johann Sebastian Bach, il compose une « disposition chorale a cappella étendue » tels que les Geistliche Gesänge, op. 110, dédiés au chœur de l'église Saint-Thomas de Leipzig, avec d'exigeantes doubles fugues. En revanche, il compose huit motets formant Acht geistliche Gesänge (« Huit chants sacrés »), op. 138, en tant que maître de la « nouvelle simplicité ». Reger meurt avant d'avoir achevé la relecture des Korrekturbögen (épreuves) de l'éditeur. Celles-ci se trouvaient près de son lit lorsqu'il a été trouvé mort dans un hôtel de Leipzig le 11 mai 1916. Der Mensch lebt und bestehet est publié par N. Simrock en 1916 comme premier des Acht geistliche Gesänge (« huit chants sacrés »),.
1. Der Mensch lebt und bestehet (Matthias Claudius)
2. Morgengesang (Johannes Zwick)
3. Nachtlied (Petrus Herbert)
4. Unser lieben Frauen Traum (anonyme)
5. Kreuzfahrerlied (anonyme)
6. Das Agnus Dei (Nikolaus Decius)
7. Schlachtgesang (anonyme)
8. Wir glauben an einen Gott (anonyme)

## Texte et musique
Le texte allemand est un court poème en quatre vers de Matthias Claudius.
« Der Mensch lebt und bestehet nur eine kleine Zeit,
und alle Welt vergehet mit ihrer Herrlichkeit.
Es ist nur Einer ewig und an allen Enden
u'nd wir in seinen Händen. »
Le poème reflète combien l'existence humaine et la splendeur du monde sont éphémères et transitoires contrairement à Celui qui est éternel. Le dernier vers, plus court, indique que « nous » sommes dans ses mains.
L’œuvre en la mineur est conçue pour huit voix en deux chœurs SATB. Elle est écrite sur un tempo alla breve et marquée Ziemlich langsam (« assez lent »). Reger répète les deux premières lignes du texte, avec une musique modifiée la seconde fois, arrivant à une structure du type A – A' – B. Par contraste, la section B est écrite en la majeur, marquée Etwas bewegter (« un peu plus animé »). Dans ce vers, un seul mot est répété et intensifié : seinen, se terminant sur « ses », « ses mains ».
Pendant les deux premières mesures, Reger ne présente que les mots Der Mensch (« L'être humain »). Un chœur de cinq voix graves (alto 1 et les voix de tous les hommes) chante les deux mots sur les mêmes accords homophoniques, indiqués pianissimo (pp). Tandis qu'ils tiennent encore l'accord, les voix aiguës entrent de façon similaire, indiquées encore plus douces (ppp). Après le début statique, le reste du premier vers est présenté en un mouvement lent régulier de demi-notes. Après un repos, le deuxième vers, qui mentionne le monde et son dépérissement, est chanté en homophonie par toutes les voix, maintenant (mp) et en intensité croissante, emmené par la première soprano avec une mélodie qui monte d'abord, puis tombe sur vergehet (« périt »). La Herrlichkeit (« splendeur ») péri mais non oubliée est illustrée (mf) dans le registre aigu. Après un long repos, tout le texte est répété, avec des variations mineures mais notables : le premier et le second chœurs commutent ; le signal Der Mensch est répété une fois de plus par trois voix aiguës tandis que les autres continuent le texte ; certaines voix répètent le premier vers à l'imitation tandis que d'autres continuent avec le deuxième vers, également à l'imitation, créant ainsi une texture dense ; le point culminant sur Herrlichkeit est maintenant marqué (f), réduit en un mouvement descendant de la mélodie soprano (ppp). Après un autre long repos, le concept contrasté d'un être éternel est développé la plupart du temps en homophonie, passant de (mf) à (f) sur ewig (« éternel »), et le und wir en seinen, seinen Händen (« et nous dans ses, ses mains ») final atteint (ff) lorsque le mot Händen commence, qui est ensuite développé sur plus de deux mesures, ralentissant et diminuant, mais avec des mélodies individuelles pleines de détails rythmiques dans toutes les voix.

## Enregistrements
Le motet a été enregistré dans le cadre de l'ensemble des motets op. 138, par exemple par le NDR Chor (en) dirigé par Hans-Christoph Rademann (en). Il a été choisi pour titre d'une collection parue en 1995, qui associe les Huit chants sacrés de Reger aux Six chants sacrés de Hugo Wolf, le O Tod, wie bitter bist du de Reger extrait des op. 110, et le Entflieht auf leichten Kähnen, op. 2 d'Anton Webern, interprété par le KammerChor Saarbrücken (en), dirigé par Georg Grün (en).